# Мельничук Максим Дмитрович
Мельничук Максим Дмитрович (нар. 6 квітня 1973, Київ) — Голова Київської обласної державної адміністрації (КОДА) (3.02 — 9.09. 2016). Раніше працював на посаді Віце-президента Національної академії аграрних наук України (2014—2016), проректором з науково-інноваційної роботи Національного університету біоресурсів і природокористування України, Заступником Міністра аграрної політики України (2010—2011). Відомий учений в галузі вірусології, біотехнології, селекції, біоенергетики. Доктор біологічних наук за двома спеціальностями (03.00.06 — вірусологія та 03.00.20 — біотехнологія), самий молодий (у віці 39 років) дійсний член (академік) Національної академії аграрних наук України за спеціальністю «Селекція рослин», професор, Лауреат Державної премії України в галузі науки і техніки (2005), Лауреат премії Української Академії Аграрних Наук «За видатні досягнення в аграрній науці» (2011), Лауреат премії КНР «1000 Талантів Китаю» (2016), Visiting Professor Heilongjiang Academy of Sciences, China (2021-2024).

## Біографія
Народився 6 квітня 1973 в Києві в сім'ї Дмитра Олексійовича Мельничука (доктор біологічних наук, професор (1984), Ректор УСГА-УДАУ-НАУ-НУБіП (1984—2014), академік НАН України та НААН України, Герой України) та Тетяни Федорівни Мельничук (канд. пед. наук, доцент). Має брата Сергія Дмитровича (25.08.1970 р.н), д.б.н., академіка НААН України, вченого в галузі біохімії, ветеринарної медицини та якості і безпечності продукції АПК.
Дружина — Мельничук Аліна Валеріївна (1983) — заступник генерального директора по ЗЕД ЗАТ "Фірма «Калина». Має двох синів — Дмитра (2002) і Володимира (2005) та доньку Єлизавету (2008).

## Освіта
У 1989 році після закінчення середньої школи № 186 в місті Києві поступив на перший курс біологічного факультету Київського державного університету ім. Т. Г. Шевченка. Вже на другому курсі навчання, в червні 1991 року, розпочав наукову роботу на кафедрі вірусології під керівництвом професора А. Л. Бойка. В 1994 році Мельничук з відзнакою закінчив біологічний факультет Київського університету ім. Тараса Шевченка зі спеціальності «Біологія» і отримав кваліфікацію спеціаліста біолога-вірусолога, викладача біології та хімії. В 1999 році навчався в магістратурі на факультеті захисту рослин Національного аграрного університету України (НАУ), яку закінчив з відзнакою і здобув кваліфікацію магістра зі спеціальності «Захист рослин» (фітопатологія).
В період 1994—1997 років навчався в аспірантурі з відривом від виробництва при кафедрі вірусології біологічного факультету Київського національного університету імені Тараса Шевченка під науковим керівництвом доктора біологічних наук, професора А. Л. Бойка. У 1997 році на спеціалізованій раді в Інституті мікробіології і вірусології імені Д. К. Заболотного НАН України успішно захистив дисертацію на тему: «Патологічні зміни у рослин хмелю (Humulus lupulus L.), індуковані вірусом скручування листя» і отримав науковий ступінь кандидата біологічних наук зі спеціальності 03.00.06. — «Вірусологія».
У 2005 році у складі трьох науковців йому було присуджено Державну премію України в галузі науки і техніки за написання першого в Україні підручника для студентів ВНЗ «Біотехнологія рослин». У травні 2006 року Максим Мельничук в Інституті мікробіології і вірусології ім. Д. К. Заболотного НАН України захистив докторську дисертацію на тему: «Молекулярно — біологічне вивчення геномних і реплікативних РНК фіто- та міковірусів як основа для створення рослинних біотехнологій», і, практично вперше в Україні згідно спеціального дозволу ВАК України, здобув науковий ступінь доктора біологічних наук за двома спеціальностями 03.00.06 — вірусологія та 03.00.20 — біотехнологія. У 2007 році, у віці 34 років, йому згідно рішення Атестаційної колегії Міністерства освіти і науки України присвоєно вчене звання професора кафедри екобіотехнології та біорізноманіття.

## Кар'єра
З вересня 1998 працював в Національному аграрному університеті України (НАУ). Створив першу в Україні проблемну наукову лабораторію фітовірусології і біотехнології.
З 2001 по 2004 обіймав посади доцента, завідувача кафедри екобіотехнології та біорізноманіття та наукового керівника проблемної лабораторії фітовірусології і біотехнології НАУ.
З 2003 по 2004 був деканом факультету захисту рослин та біотехнологій НАУ.
У 2004 працював Начальником управління безпеки хімічних речовин Міністерства охорони навколишнього природного середовища. У той же час обирався головою Держхімкомісії України і отримав п'ятий ранг державного службовця.
У грудні 2004 створив новий Навчально-науковий інститут охорони природи і біотехнологій НАУ, який очолював до 1 жовтня 2007 року.
У листопаді 2007 за високі показники в роботі Інституту одноголосно висунутий трудовим колективом і Вченою радою НАУ на посаду проректора з наукової та інноваційної діяльності.
У 2007 за рішенням Атестаційної колегії Міністерства освіти і науки присвоєно вчене звання професора кафедри екобіотехнології та біорізноманіття.
23 листопада 2007 обраний членом-кореспондентом Української Академії аграрних наук (УААН, зараз НААН України) за спеціальністю «Біотехнологія в рослинництві».
26 лютого 2013 обраний академіком НААН України за спеціальністю «Селекція рослин», був обраний членом президії НААН України.
З 2010 по 2011 — Заступник Міністра аграрної політики, отримав четвертий ранг держслужбовця.
У травні 2011 року Вченою радою НУБіП обраний директором новоствореного Навчально-наукового інституту рослинництва, екології і біотехнологій. Очолював Координаційну раду Міжнародного наукового парку «Біобезпека природокористування та якість життя» НУБіП України, координував розвиток науково-інноваційних проектів зі США і Євросоюзом і компаніями-інвесторами.
Відповідно до рішення вченої ради НУБіП України від 28 березня 2013 призначений на посаду проректора з наукової, інноваційної та міжнародної діяльності.
8 серпня 2014 рішенням Загальних зборів НААН обраний на посаду Віце-президента НААН України.
З 3.02 по 9.09. 2016 Голова Київської обласної державної адміністрації.
В жовтні 2016 року обраний Visiting Professor Heilongjiang Academy of Sciences, China на 5 років.
З 2017 року Директор із виробництва і управляючий партнер ПП «Агрономіка», що спеціалізується на виробництві біологічних засобів та препаратів захисту рослин від ентомологічних шкідників. Підприємство протягом останніх років є лідером із виробництва біопрепаратів для захисту рослин під ТМ «Губернаторська».
З грудня 2020 року на посаді Віце-президента Всеукраїнського науково-навчального Консорціуму.

## Політика та публічність
Очолював ВМГО «Спілка молодих аграріїв України», брав участь у Виборах до Верховної Ради України за списками від Аграрної партії України (2001), у місцевих виборах до Київради та на посаду мера Києва (2015).
В лютому Указом Президента України 3 лютого 2016 року призначений головою Київської обласної державної адміністрації (https://www.president.gov.ua/documents/332016-19762) [Архівовано 5 лютого 2022 у Wayback Machine.]
5 вересня написав заяву і 9 вересня 2016 року був звільнений з цієї посади за власним бажанням. В пресі і телебаченні пройшла гучна інформація про підозру у можливому вчиненні корупційних дій в зв'язку із затягуванням звільнення колишньої працівниці адміністрації. На робочому місці та помешканні Мельничука були проведені грабіжні обшуки із зломом дверей будинку за відсутності господаря і членів родини. 12 вересня керівник Національної поліції України Хатія Деканоїдзе повідомила про відсутність кримінального провадження проти Максима Мельничука. 14 вересня Максим Мельничук в Генеральна прокуратура України дав свідчення з приводу інциденту. Пізніше Генеральна прокуратура і суд встановили не причетність Максима Мельничука до скандалу.

## Наукова школа, наукові досягнення та інтереси
Є членом спецради із захисту дисертацій в Інституті мікробіології та вірусології ім. Д. К. Заболотного НАН України, членом редколегії ряду наукових журналів — Мікробіологічного журналу, журналу «Біотехнологія» Президії НАН України, Вісник генетиків і селекціонерів України, наукового журналу «Екологія та ноосферологія», міжнародного журналу «Вісник аграрної науки», «Research in Agricultural Engineering», Czech Republic. Автор та співавтор понад 400 наукових праць, з яких понад 300 фахових статей, з них 80 у міжнародних виданнях, 9 монографій, 12 посібників, атлас, 2 підручники, 5 практикумів, 4 словників, 27 методичних рекомендацій з фітовірусології, екології, біотехнології та захисту рослин. Автор і співавтор великої кількості Патентів України в галузі біологічних, технічних та сільськогосподарських наук, співавтор сорту хмелю «Національний», сорту суниці «Аліна», сорту яблуні «Володимир Симиренко» та сорту ожини «Рубін», міскантусу «Біотех». Автор і співавтор масштабних експериментів в Україні по створенню плантацій клонованих на безвірусній основі хмелю звичайного, суниці та міскантусу власних сортів.
М. Д. Мельничук має свою наукову школу. Його учнями захищено три докторські і десять кандидатських дисертацій, ще закінчують написання дисертацій ряд докторантів та аспірантів. Серед його учнів є Лауреат Державної премії в галузі науки і техніки України, Лауреат Гранту Президента України, Лауреати Премії Верховної Ради України, Стипендіати Кабінету Міністрів України, тощо.
Максим Мельничук має три спортивні розряди з важкої атлетики, плавання та пауерліфтингу. Захоплюється грою на музичних інструментах (гітара, бас-гітара), має хобі з підводного полювання, реставрації й тюнінгу автомобілів.

## Членство та представництво в громадських організаціях, стажування за кордоном
У 1997—2000 роках стажувався і працював в США в наукових лабораторіях університетах штатів Айова та Луїзіана під керівництвом відомих вчених Dr. Allen Miller & Prof., Dr. Rodrigo Valverde. Нагороджений Почесним дипломом «Service Award» від Луїзіанського університету (2000).
У 1999 році працював та стажувався в Університеті прикладних наук Вайнштефан, ФРН, м. Фрайзінг в лабораторії біотехнології під керівництвом Dr. Luitgardis Seigner.
У 2001—2003 обраний директором секретаріату Всесвітнього консорціуму вищих навчальних та наукових аграрних закладів (GCHERA).
У 1999—2003 році працював в складі експертів з охорони прав на сорти рослин (ISTA) від України в Франції (Париж, Анжер) та Японії (Токіо, Цукуба) і у 2004 році експертом від Міжнароднародної конвенції з охорони біорізноманіття (CBD) в Канаді (Монреаль). У 2008 році проходив стажування по програмі КОІКА (м. Сеул, Південна Корея).
У 2010—2011 роках був Членом делегацій від України по XII та XIII раундам переговорів по входженню до Зони вільної торгівлі України з ЄС.
У червні 2011 обраний Віце-президентом IHGC (Всесвітнього конгресу хмелярів).
Обирався Головою Київської обласної федерації футболу (2016—2017).
У 2018 році обраний експертом від України по програмному комітету «Нанотехнології, нові матеріали, біотехнології, передові промислові виробництва» в межах Рамкової програми Європейського Союзу з досліджень та інновацій «Горизонт 2020».

## Нагороди
Орден «За заслуги» III ступеня № 9334; (2008);
Почесна грамота Міністерства освіти і науки «За активну участь в розробці державних стандартів вищої освіти України» (№ 99133);
Почесна грамота Міністерства аграрної політики від 17.11.2002 року;
Почесна грамота Кабінету міністрів № 7248 від 30.01.2004 року, почесна грамота Міністерства у справах сім'ї, молоді та спорту від 19.11.2005 року;
Почесна грамота Верховної Ради «За особливі заслуги перед українським народом» № 1594 від 02.12.2005 року;
Диплом лауреата Державної премії України в галузі науки і техніки № 5691 (Указ Президента України від 19.12.2005 року, № 1782/2005);
Трудова нагорода «Знак Пошани» Посвідчення № 4650 рішенням колегії Міністерства аграрної політики № 40-к від 09.02.2007 року;
Почесна грамота Міноборони 23.02.2007 року, нагрудний знак «Петро Могила» Посвідчення № 572 Міністерства освіти і науки (наказ міністра освіти і науки № 518-К від 30.05.2007 року);
Медаль «За співпрацю з внутрішніми військами МВС України» (наказ командувача внутрішніми військами МВС України від 06.06.2009 року № 73);
Диплом лауреата премії Української академії аграрних наук «За видатні досягнення в аграрній науці» (постанова Президії Української академії аграрних наук від 24.02.2010 року № 4).
Почесна нагорода НААН (2014 рік) за написання атласу «Хміль звичайний (Humulus lupulus L.) — від клітини до рослини»;
Диплом «Агропромисловий комплекс України: сьогодення та майбутнє», за вагомий внесок у розвиток агропромислового комплексу України (2010 рік);
Медаль «Віра, честь, свобода» Міжнародної громадської організації «Козацтво Запорозьке» (наказ верховного отамана України та діаспори, Гетьмана Козацтва Запорізького, Маршала Козацтва № 008 від 11.04.2009 року);
Лицарський орден «Knight of the Hop» (2015) за видатні досягнення у розвитку в розвитку хмелярства та пивоваріння світу.